# Andrea di Bartolo

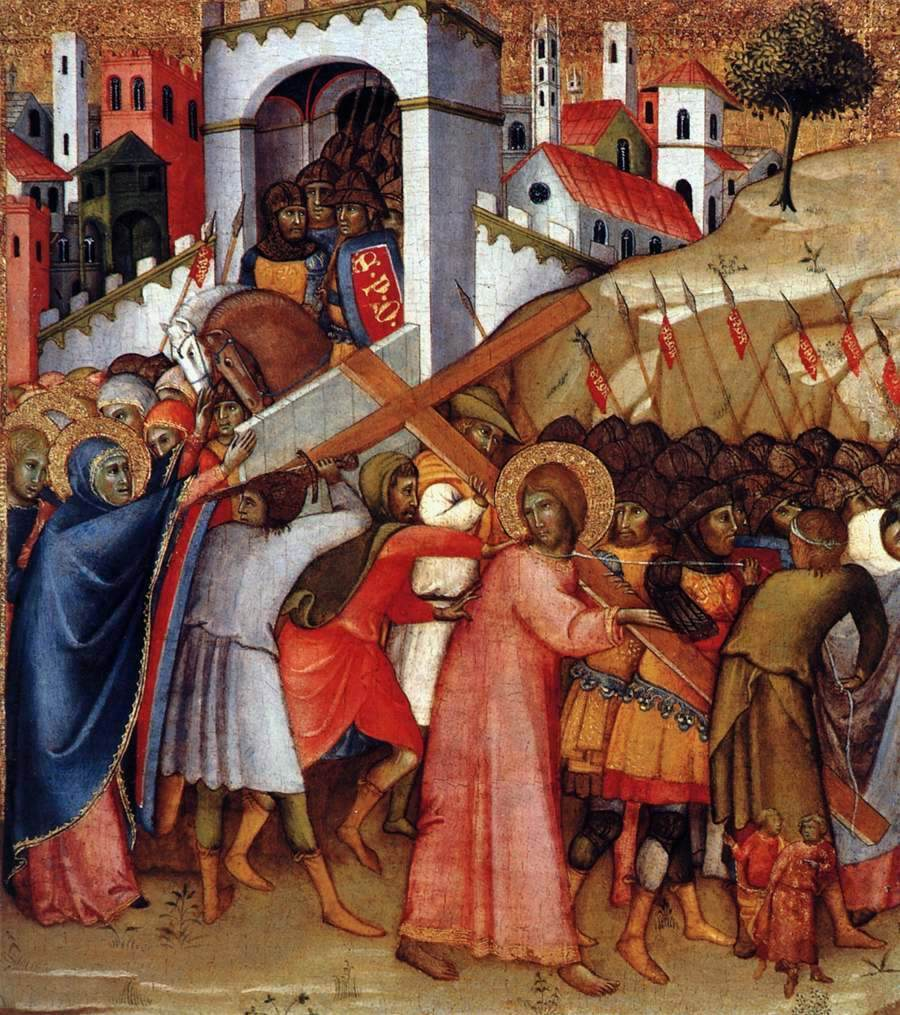
Andata al Calvario, Museo Thyssen-Bornemisza, Madrid

Andrea di Bartolo (Siena, tra il 1358 e il 1364 – Siena, 1428) è stato un pittore italiano di scuola senese.

## Biografia
Attivo a partire dal 1389, figlio del pittore Bartolo di Fredi, con cui eseguì lavori per la cappella dei Calzolari e per la cappella di San Giacomo, da lui affrescata nel 1405.
Il suo stile ricevette influenze sia del padre sia di Spinello Aretino, oltre che di qualche elemento compositivo di Simone Martini, e Andrea è considerato uno degli artisti più significativi della pittura senese tra la fine del Trecento e la prima metà del Quattrocento.

## Opere
- Strage degli Innocenti (con Bartolo di Fredi) – c. 1380 – tempera e oro su tavola 89,2 x 129.8 – Baltimora, Walters Art Museum
- Resurrezione – c. 1390-1410 – tempera e oro su tavola 52.8 x 47.5 – Baltimora, Walters Art Museum
- Trittico – 1397 – tempera e oro su tavola 53 x 53 – Siena, Pinacoteca Nazionale
- Crocifissione – c. 1400 – tempera e oro su tavola 40,5 x 44 – Nashville, Vanderbilt University, Fine Arts Gallery, Peabody College, The Samuel H. Kress Collection
- Madonna con Bambino ed evangelisti – c. 1400-10 – tempera e oro su tavola 85 x 55 – Baltimora, Walters Art Museum
- Trittico della Crocifissione – c. 1400-10 – tempera e oro su tavola 45,5 x 55 – Siena, Pinacoteca Nazionale
- Incoronazione della Vergine – c. 1405-07 – tempera e oro su tavola 106 x 74 – Venezia, Galleria Giorgio Franchetti alla Ca' d'Oro
- San Michele Arcangelo – c. 1410 – 30 x 35,5 – Siena, Pinacoteca Nazionale
- San Galgano esorta ad adorare la Croce, circa 1315, Galleria nazionale d'Irlanda, Dublino, Irlanda
- Andata al Calvario – c. 1415-20 – tempera e oro su tavola 54,5 x 49,2 – Madrid, Museo Thyssen-Bornemisza
- Annunciazione – c. 1424-28 – tempera e oro su tavola 52 x 51 – Collezione privata
- Incoronazione della Vergine – tempera e oro su tavola 65 x 160 – Milano, Pinacoteca di Brera